# Progress M-19M
Progress M-19M (ryska: Прогресс М-19M) eller som NASA kallar den, Progress 51 eller 51P, var en rysk obemannad rymdfarkost som levererade förnödenheter, syre, vatten och bränsle till rymdstationen ISS. Den sköts upp med en Sojuz-U-raket från Kosmodromen i Bajkonur 24 april 2013 och dockade med ISS den 26 april.
Farkosten lämnade rymdstationen den 11 juni 2013 och brann upp i jordens atmosfär den 19 juni 2013.

### Fotnoter
1. ↑  ”NASA Space Science Data Coordinated Archive” (på engelska). NASA. https://nssdc.gsfc.nasa.gov/nmc/spacecraft/display.action?id=2013-017A. Läst 1 mars 2020.
2. ↑  Manned Astronautics - Figures & Facts Arkiverad 5 oktober 2015 hämtat från the Wayback Machine., läst 15 juli 2016.